# Bosutów
Bosutów – wieś w Polsce położona w województwie małopolskim, w powiecie krakowskim, w gminie Zielonki. Wraz z wsią Boleń tworzy sołectwo Bosutów-Boleń. Integralna część miejscowości: Czekaj.

## Położenie
Bosutów według regionalizacji fizycznogeograficznej położony jest w zachodniej części Płaskowyżu Proszowickiego (342.23), należącego do makroregionu Niecka Nidziańska (342.2) w podprowincji Wyżyna Małopolska (342), z wyjątkiem północno-wschodniego krańca miejscowości położonego na Wyżynie Olkuskiej (341.32), należącej do makroregionu Wyżyna Krakowsko-Częstochowska (341.3) w podprowincji Wyżyna Śląsko-Krakowska. Miejscowość usytuowana jest ponadto nad Sudołem Dominikańskim, lewym dopływem Białuchy (Prądnika), płynącym początkowo w kierunku południowo-wschodnim wzdłuż ul. Tadeusza Kościuszki, a następnie na południe wzdłuż granicy Bosutowa z Węgrzcami. Zachodnim skrajem Bosutowa przebiega droga krajowa nr 7.
Północno-wschodnia część miejscowości położona jest na terenie Dłubniańskiego Parku Krajobrazowego, a pozostała w otulinie tegoż parku.
Pod względem administracyjnym wieś zlokalizowana jest w województwie małopolskim, w powiecie krakowskim, w gminie Zielonki, w jej wschodniej części, około 8 km w linii prostej na północ od centrum Krakowa. Graniczy z następującymi jednostkami:
- miejscowościami Boleń (gmina Zielonki) i Młodziejowice (gmina Michałowice) od północy,
- miejscowością Książniczki (gmina Michałowice) od wschodu,
- miejscowością Dziekanowice (gmina Zielonki) od wschodu i południa,
- miejscowością Węgrzce (gmina Zielonki) od południowego zachodu,
- miejscowością Bibice (gmina Zielonki) od zachodu[b].

Powierzchnia sołectwa Bosutów-Boleń wynosi 339,41 ha, natomiast powierzchnia samego Bosutowa to szacunkowo około 238 ha, co sprawia, że jest on szóstą pod względem wielkości miejscowością gminy Zielonki, zajmującą około 4,9% jej obszaru.
Najwyżej położone obszary wsi stanowią wyniesienia we wschodniej i północnej części miejscowości (w okolicy ul. Akacjowej oraz ul. Leśnej), sięgające wysokości około 298 m n.p.m., a najniższy znajduje się na krańcu południowo-zachodnim, w dolinie potoku Sudół Dominikański przy granicy z Węgrzcami, na wysokości około 236 m n.p.m.
W latach 1975–1998 wieś należała administracyjnie do województwa krakowskiego.

## Etymologia
Nazwa Bosutów to nazwa o charakterze osobowym, od średniowiecznego imienia Boruta. Według innej koncepcji pochodzi natomiast od węgierskiego słowa bozszu, czyli zemsta. Przemawia za tym prawdopodobna obecność w tych okolicach osadników lub jeńców węgierskich, co znalazło odzwierciedlenie w nazwach kilku innych, okolicznych wsi, wywodzących się, jak się przypuszcza, z języka węgierskiego (por.: Węgrzce, dawniej Vengerce – dosł. wieś Węgrów, Batowice od batja – stryj, Bibice od bibic – czajka, Boleń od bleny – tur, żubr).
W źródłach z okresu średniowiecza wieś wzmiankowana była jako Bozutow, Bossuthow, Bossothow, Bostow, Bosschutow, Bosczithow, Bossutow.

## Historia
Na obszarze wsi odkryto pozostałości kultury ceramiki sznurowej (4 miejsca pochówku z naczyniami, kamiennymi toporkami i siekierkami), a także natrafiono na znaleziska kultury przeworskiej (miedziane kółko i żelazny gwóźdź) pochodzące z późnego okresu lateńskiego.
Pierwsza wzmianka o miejscowości pochodzi z roku 1230. Wieś była wówczas własnością szlachecką i należała do rycerza Hermana z Bosutowa.
Kolejne wzmianki dotyczące Bosutowa pochodzą dopiero z połowy XIV w. Wynika z nich, że wieś została przed rokiem 1350 podzielona na kilka części, a następnie stopniowo przechodziła w ręce kościelne. Prepozyt krakowski i kanclerz łęczycki Florian nabył dwie części Bosutowa, łącznie za 180 grzywien, w roku 1350, a kolejną, za 80 grzywien, w roku 1358. Ostatnia część została nabyta przez kapitułę krakowską dopiero po roku 1471. Jednocześnie w roku 1350 Kazimierz III Wielki nadał częściom wsi zakupionym przez prepozyta Floriana pełny immunitet, przysługujący wówczas dobrom kapituły krakowskiej.
W roku 1464 Kazimierz IV Jagiellończyk przeniósł Bosutów (podobnie jak inne wsie należące do kapituły krakowskiej) z prawa polskiego na prawo niemieckie magdeburskie. W drugiej połowie XV w. we wsi stał piękny dwór z sadami i polami, funkcjonowała karczma oraz folwark z gospodarką trójpolową. Nie było młyna, ale wykorzystywano 2 lub 3 stawy. Wieś dóbr prestymonialnych kapituły katedralnej krakowskiej w powiecie proszowickim województwa krakowskiego w końcu XVI wieku.
Przebywając w Bosutowie, Tadeusz Kościuszko wydał 7 czerwca 1794 roku uniwersał zmniejszający chłopom wymiar pańszczyzny o połowę.
Po zwycięstwie pod Racławicami Tadeusz Kościuszko na polach tej wsi założył obóz warowny. Fakt ten uwiecznił na swoim obrazie Michał Stachowicz.

## Zabytki
Obiekt wpisany do rejestru zabytków nieruchomych województwa małopolskiego.
- Zespół dworski: dwór, budynek gospodarczy, ogród.

## Demografia
Liczba mieszkańców wsi w okresie ostatniego dziesięciolecia zwiększała się w umiarkowanym tempie, osiągając poziom 600 osób w roku 2022.
Ponieważ Boleń tworzy sołectwo wraz z Bosutowem poniżej zamieszczono również dane demograficzne dla sołectwa.
Źródła danych oraz rodzaje (nazwy) i terminy spisów, jeśli dostępne:
- 1787[23];
- 1789[23] – Lustracja dymów i podanie ludności;
- 1808[24] – Spis wojskowy ludności Galicji;
- 1921[25] – Pierwszy Powszechny Spis Ludności – dane na 30. września;
- 1931[25] – Drugi Powszechny Spis Ludności – dane na 9. grudnia;
- 2003, 2004 i 2006[26] oraz 2009–2024[1] – dane własne Urzędu gminy Zielonki na 31. grudnia danego roku.

## Turystyka
Miejscowość znajduje się na odnowionej trasie Małopolskiej Drogi św. Jakuba z Sandomierza do Tyńca, która to jest odzwierciedleniem dawnej średniowiecznej drogi do Santiago de Compostela.

## Oświata
Na obszarze miejscowości brak placówek zarejestrowanych w Rejestrze Szkół i Placówek Oświatowych.
Szkołą podstawową obejmującą swym obwodem Bosutów jest Szkoła Podstawowa im. Stanisława Wyspiańskiego w Bibicach.